# Rick Rypien
Richard Joseph „Rick“ Rypien (* 16. Mai 1984 in Coleman, Alberta; † 15. August 2011 in Crowsnest Pass, Alberta) war ein kanadischer Eishockeyspieler, der während seiner Karriere für die Vancouver Canucks in der National Hockey League spielte.

## Karriere
Rypien begann seine Karriere als Eishockeyspieler bei den Crowsnest Pass Timberwolves, für die er in der Saison 2001/02 in der Alberta Junior Hockey League aktiv war. Anschließend wechselte er zu den Regina Pats aus der Western Hockey League, für die er in den folgenden drei Jahren auf dem Eis stand. Am 22. März 2005 unterschrieb der Angreifer einen Tryout-Vertrag bei den Manitoba Moose aus der American Hockey League, bei denen er die Saison 2004/05 beendete.
Im November desselben Jahres wurde er von Manitobas Kooperationspartner aus der National Hockey League, den Vancouver Canucks, als Free Agent unter Vertrag genommen. Für die Canucks gab er in der Spielzeit 2005/06 sein Debüt in der NHL. In fünf Spielen erzielte der Kanadier dabei ein Tor. Hauptsächlich kam er jedoch erneut für die Manitoba Moose in der AHL zum Einsatz. In den folgenden Jahren konnte der Center nur selten regelmäßig spielen, da er einen Großteil der Spiele in der Saison 2006/07 aufgrund einer Leistenverletzung sowie im Spieljahr 2008/09 aufgrund einer Virus-Erkrankung verpasste.
Am 2. Juli 2011 unterzeichnete Rypien einen Kontrakt für ein Jahr bei den Winnipeg Jets. Bevor er ein NHL-Spiel für die Jets absolvieren sollte, wurde der Stürmer am 15. August 2011 in Crowsnest Pass, Alberta, tot aufgefunden. Als Todesursache wurde später Suizid angegeben. Außerdem wurde bekannt, dass Rypien seit mehr als zehn Jahren an Depressionen litt.

## Karrierestatistik

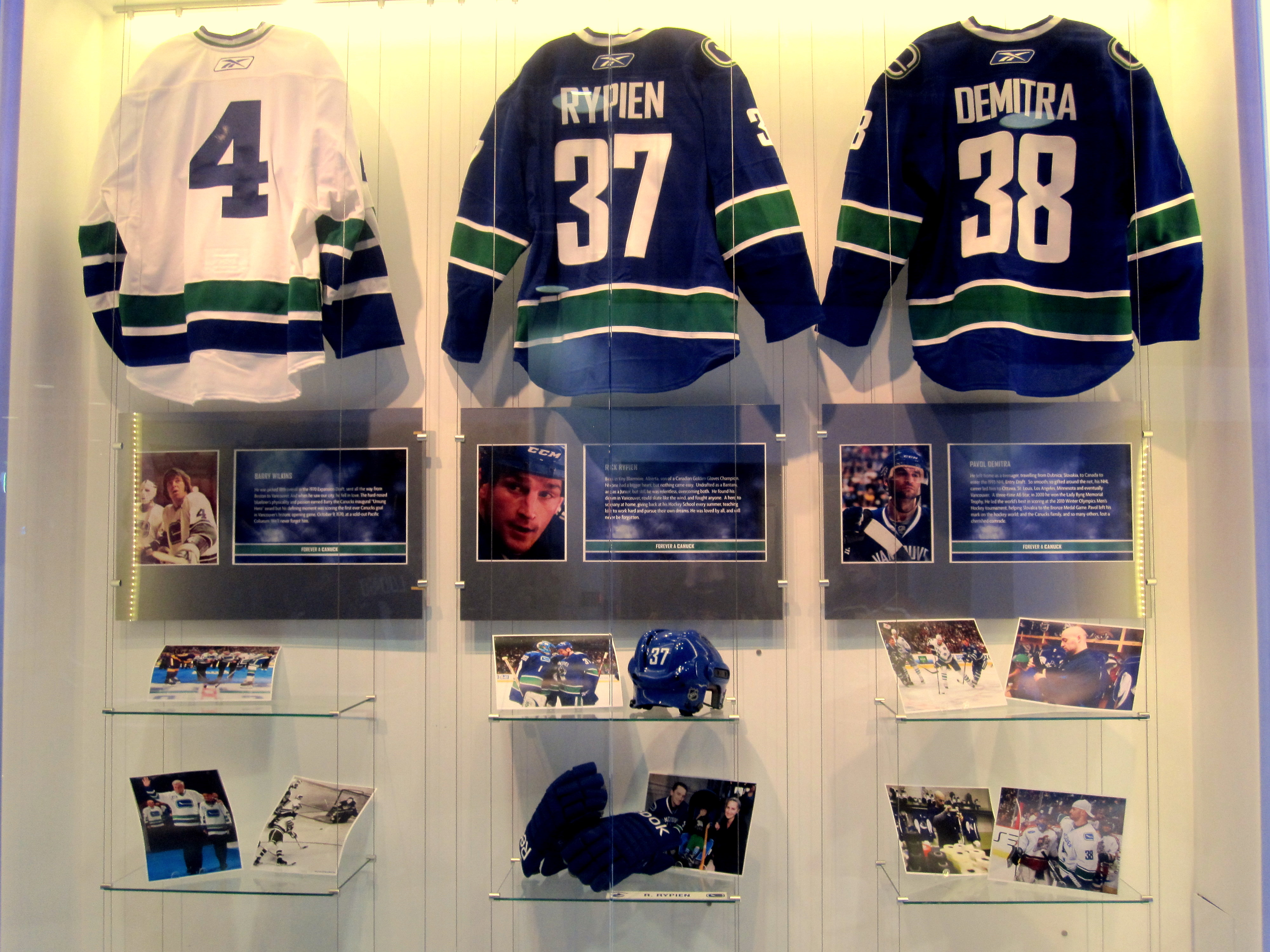
Ausstellungsstücke der Vancouver Canucks nach dem Tod der Ex-Spieler Wilkins, Rypien und Demitra im Jahr 2011

(Legende zur Spielerstatistik: Sp oder GP = absolvierte Spiele; T oder G = erzielte Tore; V oder A = erzielte Assists; Pkt oder Pts = erzielte Scorerpunkte; SM oder PIM = erhaltene Strafminuten; +/− = Plus/Minus-Bilanz; PP = erzielte Überzahltore; SH = erzielte Unterzahltore; GW = erzielte Siegtore; 1 Play-downs/Relegation; Kursiv: Statistik nicht vollständig)